# Blokveriga
Blókveríga (angleško blockchain) je rastoči seznam zapisov, tako imenovani »bloki«, ki so povezani s kriptografijo. Vsak blok vsebuje kriptografsko zgoščevanje prejšnjega bloka, časovni žig in transakcijske podatke (na splošno predstavljeno kot Merklovo drevo). Časovni žig dokazuje, da so podatki o transakciji obstajali, ko je bil blok objavljen, da bi prišli v njegovo zgoščevanje. Ker vsak blok vsebuje informacije o bloku pred njim, tvorijo verigo, pri čemer vsak dodatni blok okrepi tiste pred njim. Zato so blokverige odporne na spreminjanje svojih podatkov, saj ko so enkrat zabeleženi, podatkov v katerem koli bloku ni mogoče retroaktivno spremeniti, ne da bi spremenili vse naslednje bloke.